# Propstei Wislikofen
Die ehemalige Propstei Wislikofen war eine als Zelle gegründete Klostergemeinschaft der Benediktiner in Wislikofen im Kanton Aargau, die als Propstei des Klosters St. Blasien diente.

## Lage
Die Propstei liegt im 342 Einwohner zählenden Ort Wislikofen im »Studenland«, östlich von Bad Zurzach. Der Ort wird vom Tal des Hochrheins durch einen Kalkriegel, den sogenannten »Kessel«, getrennt.

## Geschichte
In der Stiftungsakte sind zwei Gründungsberichte in unterschiedlichen Fassungen erhalten. Demnach schenkten die Gebrüder Adelberus und Alkerus, Edle von Waldhausen bei Kaiserstuhl AG, und Mechthild, des Alkerus Gattin entweder 1113 oder 1114 ihr Landgut in Wislikofen an das Kloster Sankt Blasien. Als Zeuge der Übergabe war unter zahlreichen Edelleuten auch Abt Rusten zugegen. Erst 1137 bestätigte Papst Innozenz II. die Rechte des Klosters Sankt Blasien an der dortigen Zelle und deren freie Priorwahl. Nach der Eroberung des Aargaus kamen der Ort und die Propstei Wislikofen 1415 unter die Landeshoheit der Eidgenossen. Die Lage der Propstei auf dem Gebiet der Eidgenossenschaft disponierte sie ab 1633, ab 1689 und erneut ab 1701 als Zufluchtsort für die Mönche des Mutterklosters. Daher wurde die kleine Propstei ab 1635 durch Abt Blasius II. Münzer und ab 1690 durch Abt Romanus Vogler ausgebaut und erweitert. 1755 verstarb hier als Propst Roman Endel. Ab 1798 begann der Niedergang der Propstei, die zusammen mit dem Mutterhaus in St. Blasien von der grossherzoglich-badischen Regierung 1807 säkularisiert wurde.
Über einen privaten Vermittler gelangte die Propstei 1812 an den Kanton Aargau, der die über 160 Jahre vernachlässigte und desolate Bausubstanz nach der Sanierung 1976 der Römisch-katholischen Landeskirche des Kantons Aargau übereignete. Die Konventsgebäude werden seither als Bildungszentrum genutzt. Die Pfarrei Wislikofen nutzt die Kirche sowie ein im Konventflügel liegendes Gemeinschaftslokal.

## Bauten

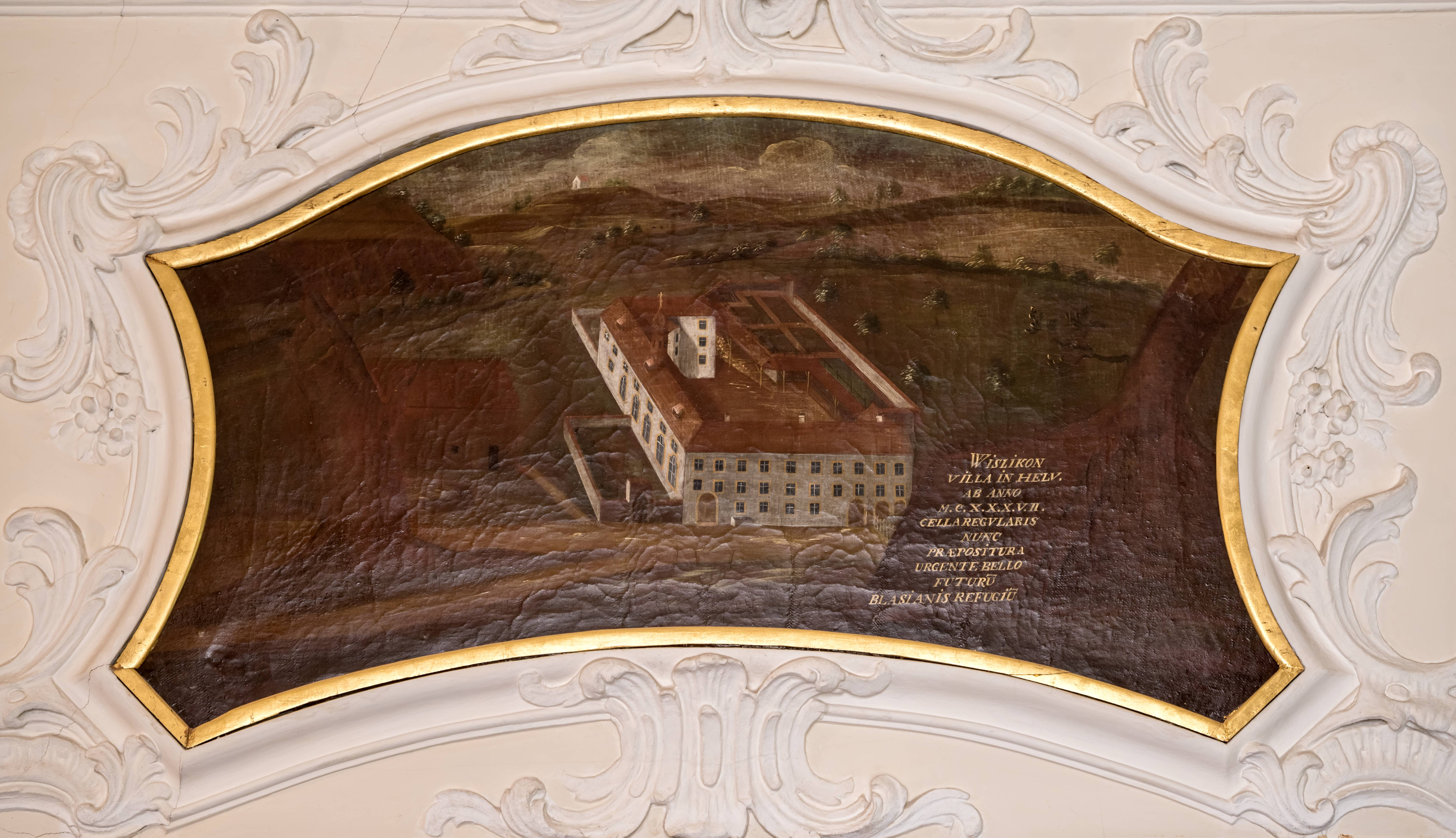
Supraporte im Schloss Bürgeln

In den Jahren 1973 und 1974 erfolgten im Zuge der umfangreichen Restaurierungen bauhistorische Untersuchungen der nach Süden hin geöffneten vierflügligen rechteckigen Anlage. Das erste 9 × 16 m grosse Gotteshaus stammt den Untersuchungen zufolge aus den 20er oder 30er Jahren des 12. Jahrhunderts. Die Kirche wurde im 14. oder zu Beginn des 15. Jahrhunderts nach Westen zu ihrer heutigen Grösse erweitert. Um 1500 liess der Propst Stephan Rothblez (1497–1523) auf eigene Kosten Wohn- und Ökonomiegebäude niederreissen und neu aufführen. Unter Propst Johann Massulatin (1541–1550?) erfolgte die Errichtung des Kreuzgangs. Abt Kaspar II. Thoma von St. Blasien liess ab 1583 durch den Werkmeister Ludwig Ludisaweter weitere An- und Umbauten ausführen. Meister Andreas Geyger aus Thonon fertigte die verloren gegangenen Stuckaturen der Kirche und des Kreuzgangs. Ab 1635 wurde die Propstei unter Abt Blasius II. Münster zur Aufnahme der exilierten Mönche der Abtei Sankt Blasien erweitert und ausgeschmückt. Abt Romanus Vogler liess 1690–1692 erneut zusätzlichen Wohnraum für verfolgte Mönche aus St. Blasien durch den Baumeister Heinrich von Waldshut schaffen und liess für die Kirche das erhaltene Chorgestühl, die Balkonlogen und die Kanzel einbauen. Im Auftrag des Abtes Franz II. Schächtelin wurde der Chor zwischen 1730 und 1740 neu gewölbt, und es wurden die oben und unten mit Stichbögen gerundeten fünf Kirchenfenster im Stil von Johann Caspar Bagnato eingebaut. Unter Propst Magnus Braunegger wurde 1773 ein neuer Dachreiter errichtet. 1973–1976 wurde der eingestürzte Konventsflügel von Architekt Walter Moser rekonstruiert und durch einen modernen Anbau im Süden erweitert.

## Ausstattung der St.-Oswald-Kirche

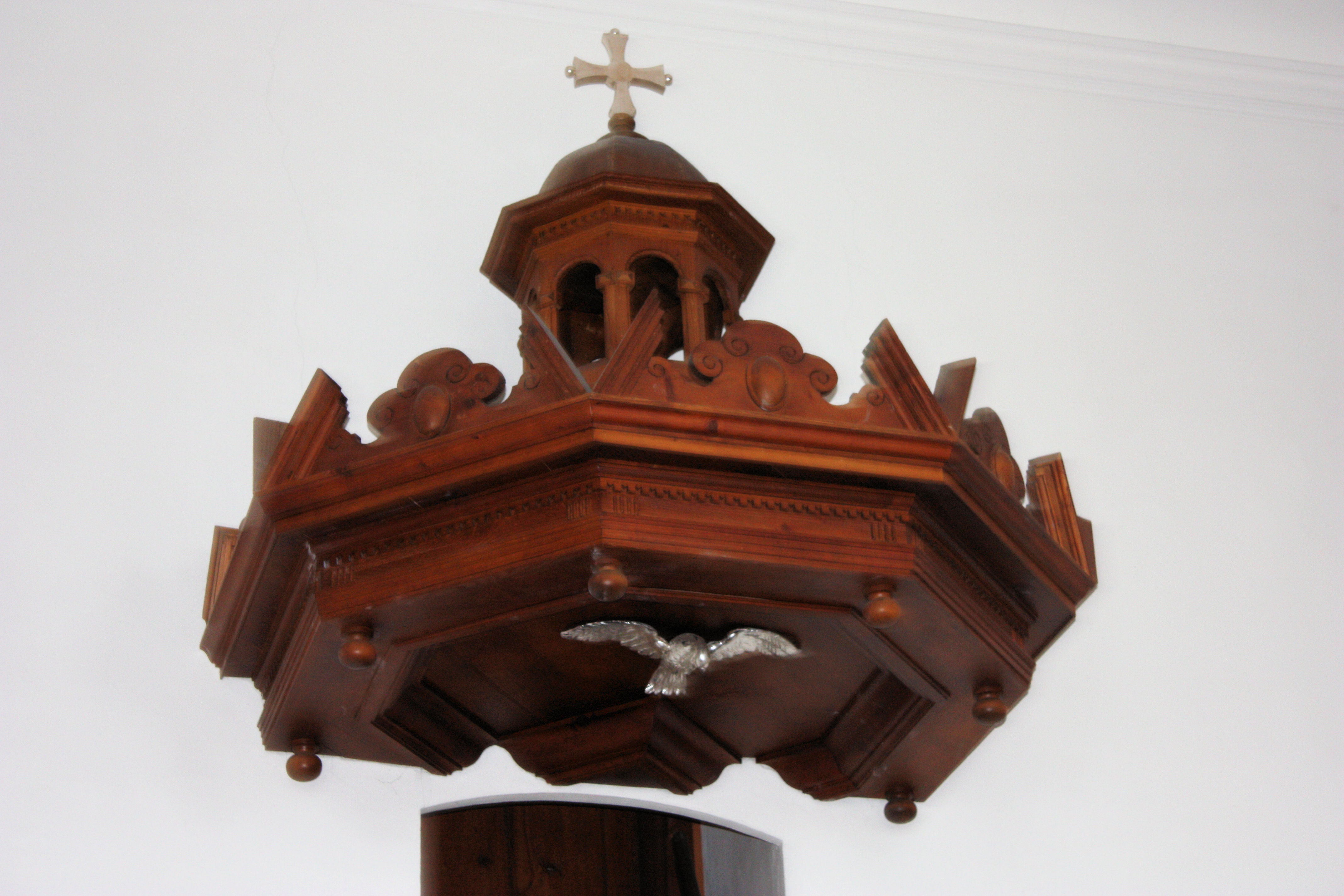
Schalldeckel der Kanzel in der Propsteikirche Wislikofen

Der frühbarocke Hauptaltar wurde im Auftrag des Abtes Blasius II. Münzer unter seinem Nachfolger Franciscus I. Chullot bis 1639 errichtet. Auf dem Hauptaltarblatt ist der in die Schlacht gegen die Angelsachsen ziehende Kirchenheilige König Oswald dargestellt. Es ist eine Nachschöpfung des Altarbildes der Oswaldkirche in Zug. Das Epitaph des 1638 in Klingnau verstorbenen und unter dem Hauptaltar beigesetzten Abtes ist heute im Kreuzgang aufgestellt. Die beiden Seitaltäre sind verschollen. Von der Ausstattung des Schiffs verdient vor allem die südseitige Wandkanzel Erwähnung (die nur über eine Türe im Korridor über dem Kreuzgang betretbar ist). Die Kanzel und die Balkonlogen können aufgrund ihrer Gestaltung und ihrem Aufbau dem Altarbauer Johann Christoph Feinlein aus Waldshut zugeschrieben werden, der ab 1662 wiederholt für die Abtei St. Blasien tätig war. Der Schalldeckel der Kanzel wird wie bei Feinleins Kirchdorfer Kanzel durch die Rotunde der Grabeskirche in Jerusalem überragt.